# Werner Fischer (Politiker, 1902)
Werner Fischer (* 7. März 1902 in Eisenach; † 22. November 1976 in Mannheim) war ein deutscher Kommunalpolitiker der LDPD und von 1946 bis 1953 Bürgermeister der Stadt Eisenach in Thüringen.

## Leben
Werner Fischer wuchs in Eisenach auf. Nach kaufmännischer Ausbildung war er in leitender Stellung in der Eisenacher Zigarrenfabrik Bruns tätig. Beim Bombenangriff auf Eisenach am 11. September 1944 verlor er seine Ehefrau und drei seiner vier Kinder. 1945 gehörte er zu den Mitbegründern der LDPD in Eisenach.
Am 4. Oktober 1946 wurde Fischer als Nachfolger von Karl Hermann zum Oberbürgermeister seiner Geburtsstadt gewählt. Seine Amtszeit war geprägt von den Entbehrungen der Nachkriegszeit unter sowjetischer Besatzung; im Mittelpunkt seiner Arbeit stand der Wiederaufbau der Stadt nach dem Zweiten Weltkrieg. Am 30. Oktober 1953 erklärte Fischer seinen Rücktritt. 
Er siedelte 1954 nach Heidelberg über, wo er erneut in der Geschäftsführung der Firma Bruns tätig wurde. Fischer starb am 22. November 1976 im Alter von 74 Jahren in Mannheim und wurde in Eisenach beigesetzt.